# 斑紋隱小鱂
斑紋隱小鱂，又稱北美紅樹林鱂魚（mangrove killifish），為輻鰭魚綱鯉齒目鰕鱂亞目鰕鱂科的其中一種，為熱帶淡水魚，分布於加勒比海沿岸，自美國東南部的佛羅里達至巴西等地。棲息在泥底質的河口區、沼澤濕地、溝渠、水塘淡水及半鹹水水域。此魚能忍受低溶氧環境，體長可達7.5公分，可做為觀賞魚。
斑紋隱小鱂性成熟時的體長約為1.7公分。此魚性別含雌雄同體與公魚兩種。其中，雌雄同體的個體可自體受精產生下一代。公魚則又可再分為初級公魚與次級公魚。初級公魚指性成熟時即為公魚，目前研究顯示若孵化期間溫度低於攝氏20度，即可能產生初級公魚。而次級公魚則指個體原先為雌雄同體，在雌性器官退化後即變為公魚。
此魚在野外多躲藏於濕枝葉下方或陸生蟹的巢洞中；而離開水體的個體，其鰓蓋會停止運動，藉由擴張表皮與魚鰭上的毛細血管網來呼吸。
在實驗室觀察中顯示，兩隻斑紋隱小鱂相遇時會表現明顯的攻擊性及打鬥行為，且其攻擊性及打鬥行為已被證實會受前次打鬥獲勝/落敗經驗所影響（勝者效應/敗者效應）。

## 擴展閱讀
維基物種上的相關：斑紋隱小鱂